# Радуловићи
Радуловићи су били властелинска породица која је владала Полињаном, са титулом маркиза. Поријеклом су са простора данашње Босне и Хума.

## Историја
Радуловићи су у јужну Италију дошли из Дубровника, гдје су живјела браћа Никола и Марин Радуловић, родом из Босне. Никола је 1604. године купио феуд у Полињану за 80.395 дуката. Од тада је град Полињано био у власништву 7 генерација напуљских маркиза Радуловића лат. Marchese di Polignano. 
Познати су по Моденском грбовнику чији су били наручиоци. Овај грбовник је један од мање познатих зборника грбова у серији илирске хералдике. Откривен 2012. године у богатој збирци рукописа библиотеке Естенсе у Модени. Настао је почетком 17. вијека у Дубровнику и један је од најстаријих познатих преписа Охмучевићевог оригинала.
Били су један од значајних родова у историји Дубровника и Напуљског краљевства, чије се поријекло дијелом може повезати и са подручјем Рогатице. Овај род од 16. вијека био је укључен у поморску трговину и пловидбу. Имали су своје корјене у хумском и босанском племству. Истраживања о њиховом поријеклу указују на могуће везе са старим родовима из Босне, укључујући и Рогатицу, што отвара нова питања о идентитету и историји овог рода.
Према доступним историјским изворима, Радуловићи су имали значајну улогу у друштву, посебно у контексту хералдике. Они су били повезани са концептом илирске хералдике, која је настала у касном 16. вијеку.
Током 17. вијека, Радуловићи су успјели да унаприједе своје друштвене и економске позиције, купујући феудалне титуле и имања у Напуљском краљевству, а њихова историја је обиљележена богатством и утицајем у друштвеном животу. 
У контексту хералдике, Радуловићи су преузели и модификовали симболе из других родова, укључујући и оне из Корјенић-Неорићевог гробовника, што указује на њихову потребу да се легитимизују и повежу са историјским фигурама и династијама. 
Радуловићи су, поред свог економског успона, били и значајни покровитељи умјетности, наручујући значајна уметничка дјела, чиме су се и даље повезивали са својом историјом и традицијом. 
Најзначајнији члан овог рода био је кардинал Никола Радуловић (1627-1702), који је служио као надбискуп у Чијети и био је познат по својој улози у хералдичкој традицији. Он је највероватније био кључни фактор у стварању грбовника Радуловића, који је адаптиран на њихову породичну историју.
Грб Радуловића је конструктиван на хомонимно преузетом грбу Радијеловића из Корјенић-Неорићевог грбовника, а грбовник укључује и друге значајне грбове из исте збирке.
Родословаље Радуловића показује да су они, упркос пресељењу у Италију, одржали везе са својом старом домовином, и Дубровником. За вријеме свог боравка у Напуљу, Радуловићи су успјели да се укључе у локалну аристократију, а њихове кћери су се удавале за чланове угледних италијанских породица.
Историја Радуловића је обиљежена и њиховим меценатством, као и подршком умкјетности. За вријеме свог живота, наручили су бројна умјетничка дјела, укључујући и слике познатих италијанских умјетника.

## Познати чланови
- маркиз Марин Радуловић (1562-1648)
- маркиз Франческо Радуловић
- маркиз Михаило Радуловић (1619-1667)
- кардинал Никола Радуловић (1627-1703)